# Коранський Луг
45°02′ пн. ш. 15°44′ сх. д. / 45.04° пн. ш. 15.74° сх. д.
Коранський Луг (хорв. Koranski Lug) — населений пункт у Хорватії, у Карловацькій жупанії у складі громади Раковиця.

## Населення
Населення за даними перепису 2011 року становило 0 осіб.
Динаміка чисельності населення поселення: